# Smeh za leseno pregrado
Smeh za leseno pregrado (COBISS) je roman Janija Virka; izšel je leta 2000 pri Študentski založbi.

## Vsebina
Napol gluhemu dečku Pavlu je ob porodu umrla mati, oče pa je kot dezerter zbežal v tujino, zato deček odrašča pri starih starših. Njegovo otroštvo ni srečno, saj je večino časa prepuščen sam sebi, zato rase v izredno avtističnega otroka. Leta 1951 se njegova situacija še poslabša, saj začne hoditi v šolo, kjer se mu vsi posmehujejo z vzdevkom »nemčur«, zalo pa se tudi boji nasilne učiteljic Mare, ki je utelešenje ideologije tistega časa in se nad njim pogosto znese. Kmalu se začne izogibati šole in se na svojih potepanjih spoprijatelji z Leonom, ki pa kmalu utone v Savi. Kmalu mu umreta še dedek in babica, zato ga pošljejo k sorodnikom v Novo mesto, kjer preživlja večino svojega časa ob opazovanju teles mladenk. Kmalu ga zaradi naglušnosti pošljejo nazaj v Ljubljano, kjer v gluhonemnici njegova socialnost popolnoma zamre. Čez čas ga posvoji njegova teta Amalija, in tako se preseli k njej. Pod njenim nadzorom uspe dokončati šesti razred osnovne šole in se zaposli v mizarski delavnici. A Pavel se odloči v spremstvu dveh deklet pobegniti v tujino.